# Toyotarō Yūki
Toyotarō Yūki (結城 豊太郎), né le 24 mai 1877 à Nan'yō au Japon et décédé à l'âge de 74 ans le 1er août 1951, est un banquier et homme politique japonais.

## Biographie
Fils d'un brasseur de saké, Yūki est né en 1877 à la source chaude d'Akayu (aujourd'hui dans l'actuelle ville de Nan'yō dans la préfecture de Yamagata). Après l'obtention d'un diplôme en science politique à l'université impériale de Tokyo, il obtient un poste à la banque du Japon en janvier 1904. Il est rapidement promu, devient l'audit comptable et financier de la branche de New York, le directeur de la branche de Kyoto, le secrétaire de la société puis le directeur de la branche d'Osaka. En 1918, recommandé par Junnosuke Inoue, Yūki devient membre du conseil de direction, tout en restant directeur de la branche d'Osaka. Cependant, après l'assassinat de Yasuda Zenjirō, il quitte la banque du Japon pour devenir membre du conseil de direction du zaibatsu Yasuda en novembre 1921 puis est nommé directeur général de la banque Fuji la même année.
À la tête de cette banque, Yūki est membre du comité chargé de rédiger les « politiques précises pour l'amélioration du système bancaire ordinaire de notre pays en 1926 ». Le rapport identifie une série de questions importantes :
« Les banques ordinaires de notre pays mènent souvent mal leurs affaires. Il y a une compétition excessive entre les petites banques aux moyens limités. Les banquiers ignorent la nécessité de disposer d'une réserve pour les retraits et sont généralement mal informés sur le fonctionnement des dépôts bancaires. Il y a eu beaucoup trop de prêts bancaires particuliers ou à long terme et cela menace la sécurité des ressources des banques en faveur des entreprises associées. Il y a de sérieuses négligences dans la vérification des comptes hors et dans les banques ».
La nécessité de résoudre les problèmes identifiés est cependant déjà reconnue et le rapport est la genèse qui mènera à la loi bancaire de 1927.
En mars 1929, Yūki voyage en Europe. À son retour, il crée un comité pour trouver les moyens au zaibatsu Yasuda de surmonter la Grande Dépression. En septembre 1930, Yūki devient directeur de la banque industrielle du Japon (en)
Il est ensuite élu à la tête de la chambre de commerce et d'industrie du Japon en janvier 1937. En février 1937, il est nommé ministre des Finances dans le gouvernement de Senjūrō Hayashi, servant à ce poste jusqu'en juin 1937. Il tient en même temps la fonction de ministre des Affaires coloniales. En mai 1937, Yūki est nommé à la chambre des pairs de la Diète du Japon.
Le 27 juin 1937, durant le premier gouvernement de Fumimaro Konoe, Yūki retourne à la banque du Japon et en devient gouverneur, succédant à Ikeda Shigeaki. Il tient ce poste jusqu'au 18 mars 1944.
Durant son administration, la banque est réorganisée en 1942. Yūki est cependant démis de ses fonctions par le ministère des Finances avec le soutien du gouvernement de Hideki Tōjō en 1944. Il s'oppose à donner au ministère des Munitions le pouvoir d'accorder des prêts aux compagnies d'armement sans consultation avec la banque, et Tōjō est à l'époque premier ministre et ministre des Munitions.
Après la Seconde Guerre mondiale, Yūki se retire de la vie publique et s'installe dans la préfecture de Mie, où il devient le prêtre en chef kannushi du Yuki-jinja au Kurama-dera. Il meurt en 1951, et sa tombe se trouve au cimetière d'Aoyama à Tokyo.
En 1995, la ville d'Akayu ouvre un musée mémorial en son honneur.

## Source de la traduction
- (en) Cet article est partiellement ou en totalité issu de l’article de Wikipédia en anglais intitulé « Toyotarō Yūki » (voir la liste des auteurs).